# Simpsonovi (3. řada)
Třetí řada amerického animovaného seriálu Simpsonovi je pokračování druhé řady tohoto seriálu. Byla vysílána na americké televizní stanici Fox od 19. září 1991 do 27. srpna 1992. V Česku měl první díl z této řady premiéru 5. listopadu 1993 na ČT1 (při prvním českém vysílání měla řada jinou sestavu dílů). Řada má celkem 24 dílů.

## Seznam dílů
| Č. v seriálu | Č. v řadě | Původní název                     | Český název                                                                             | Režie                     | Scénář                                                                        | Premiéra v USA     | Premiéra v ČR      | Produkční kód |
| ------------ | --------- | --------------------------------- | --------------------------------------------------------------------------------------- | ------------------------- | ----------------------------------------------------------------------------- | ------------------ | ------------------ | ------------- |
| 36           | 1         | Stark Raving Dad                  | Šílený Homer                                                                            | Rich Moore                | Al Jean a Mike Reiss                                                          | 19. září 1991      | 24. prosince 1993  | 7F24          |
| 37           | 2         | Mr. Lisa Goes to Washington       | Líza na stopě zlořádu (ČT, Prima) Simpsonovi ve Washingtonu (Disney+)                   | Wes Archer                | George Meyer                                                                  | 26. září 1991      | 12. listopadu 1993 | 8F01          |
| 38           | 3         | When Flanders Failed              | Zkáza domu Flandersů (ČT, Prima) Flandersův krach (Disney+)                             | Jim Reardon               | Jon Vitti                                                                     | 3. října 1991      | 5. listopadu 1993  | 7F23          |
| 39           | 4         | Bart the Murderer                 | Bart vrahem                                                                             | Rich Moore                | John Swartzwelder                                                             | 10. října 1991     | 26. listopadu 1993 | 8F03          |
| 40           | 5         | Homer Defined                     | Homerova definice (ČT, Prima) Homer definován (Disney+)                                 | Mark Kirkland             | Howard Gewirtz                                                                | 17. října 1991     | 3. prosince 1993   | 8F04          |
| 41           | 6         | Like Father, Like Clown           | Jaký otec, takový klaun                                                                 | Jeffrey Lynch a Brad Bird | Jay Kogen a Wallace Wolodarsky                                                | 24. října 1991     | 18. února 1994     | 8F05          |
| 42           | 7         | Treehouse of Horror II            | Zvláštní čarodějnický díl (ČT, Prima) Speciální čarodějnický díl II. (Disney+)          | Jim Reardon               | Al Jean, Mike Reiss, Jeff Martin, George Meyer, Sam Simon a John Swartzwelder | 31. října 1991     | 19. listopadu 1993 | 8F02          |
| 43           | 8         | Lisa's Pony                       | Cena lásky (ČT, Prima) Lízin poník (Disney+)                                            | Carlos Baeza              | Al Jean a Mike Reiss                                                          | 7. listopadu 1991  | 10. prosince 1993  | 8F06          |
| 44           | 9         | Saturdays of Thunder              | Hromská sobota (ČT, Prima) Bouřlivé soboty (Disney+)                                    | Jim Reardon               | Ken Levine a David Isaacs                                                     | 14. listopadu 1991 | 7. ledna 1994      | 8F07          |
| 45           | 10        | Flaming Moe's                     | U ohnivého Vočka (ČT, Prima) Ohnivý Vočko (Disney+)                                     | Rich Moore a Alan Smart   | Robert Cohen                                                                  | 21. listopadu 1991 | 18. března 1994    | 8F08          |
| 46           | 11        | Burns Verkaufen der Kraftwerk     | Jak Burns prodával elektrárnu (ČT, Prima) Pak Burns udělá kauf (Disney+)                | Mark Kirkland             | Jon Vitti                                                                     | 5. prosince 1991   | 14. ledna 1994     | 8F09          |
| 47           | 12        | I Married Marge                   | Jak jsem si bral Marge (ČT, Prima) Oženil jsem se s Marge (Disney+)                     | Jeffrey Lynch             | Jeff Martin                                                                   | 26. prosince 1991  | 31. prosince 1993  | 8F10          |
| 48           | 13        | Radio Bart                        | Radio Bart (ČT) Rádio Bart (Prima, Disney+)                                             | Carlos Baeza              | Jon Vitti                                                                     | 9. ledna 1992      | 17. prosince 1993  | 8F11          |
| 49           | 14        | Lisa the Greek                    | Líza sázkařem (ČT, Prima) Věštkyně Líza (Disney+)                                       | Rich Moore                | Jay Kogen a Wallace Wolodarsky                                                | 23. ledna 1992     | 21. ledna 1994     | 8F12          |
| 50           | 15        | Homer Alone                       | Homer sám doma                                                                          | Mark Kirkland             | David M. Stern                                                                | 6. února 1992      | 4. února 1994      | 8F14          |
| 51           | 16        | Bart the Lover                    | Bart milencem                                                                           | Carlos Baeza              | Jon Vitti                                                                     | 13. února 1992     | 11. března 1994    | 8F16          |
| 52           | 17        | Homer at the Bat                  | Homer na pálce                                                                          | Jim Reardon               | John Swartzwelder                                                             | 20. února 1992     | 28. ledna 1994     | 8F13          |
| 53           | 18        | Separate Vocations                | Lízina vzpoura (ČT, Prima) Odlišná povolání (Disney+)                                   | Jeffrey Lynch             | George Meyer                                                                  | 27. února 1992     | 11. února 1994     | 8F15          |
| 54           | 19        | Dog of Death                      | Spasitel zabijákem (ČT, Prima) Pes zabiják (Disney+)                                    | Jim Reardon               | John Swartzwelder                                                             | 12. března 1992    | 25. března 1994    | 8F17          |
| 55           | 20        | Colonel Homer                     | Ctěný pan Homer (ČT, Prima) Plukovník Homer (Disney+)                                   | Mark Kirkland             | Matt Groening                                                                 | 26. března 1992    | 8. dubna 1994      | 8F19          |
| 56           | 21        | Black Widower                     | Černý vdovec                                                                            | David Silverman           | námět: Thomas Chastain a Sam Simon scénář: Jon Vitti                          | 9. dubna 1992      | 15. dubna 1994     | 8F20          |
| 57           | 22        | The Otto Show                     | Otto v akci (ČT, Prima) Otto bez řidičáku (Disney+)                                     | Wes Archer                | Jeff Martin                                                                   | 23. dubna 1992     | 22. dubna 1994     | 8F21          |
| 58           | 23        | Bart's Friend Falls in Love       | Milhauseův románek (ČT) Milhouseův románek (Prima) Bartův kamarád se zamiluje (Disney+) | Jim Reardon               | Jay Kogen a Wallace Wolodarsky                                                | 7. května 1992     | 25. února 1994     | 8F22          |
| 59           | 24        | Brother, Can You Spare Two Dimes? | Brácho, můžeš postrádat dva tácy? (ČT, Prima) Brácho, máš drobný (Disney+)              | Rich Moore                | John Swartzwelder                                                             | 27. srpna 1992     | 4. března 1994     | 8F23          |

## Odstranění dílu
První díl byl ze seriálu odstraněn kvůli účinkování Michaela Jacksona, když v roce 2019 produkční tým uvěřil v jeho vinu ohledně obvinění ze zneužívání nezletilých chlapců na základě dokumentu Leaving Neverland. Tento krok kritizovala ve svém komentáři například Mirka Spáčilová, která se zamýšlí nad tím, proč musel být smazán díl, kde Homer narazí na muže v blázinci, který má utkvělou představu, že je Michael Jackson, zatímco díl s Adolfem Hitlerem, kterému předvádí děda Simpson striptýz, je bez problému ponechán. Komentátorka se také pozastavuje nad nekvalitou dokumentu Leaving Neverland, který vedl k takto bizarním reakcím.